# Astragalus calycinus
Astragalus calycinus es una especie de planta del género Astragalus, de la familia de las leguminosas, orden Fabales.
Fue descrita científicamente por Bieb.